# System Center Configuration Manager
System Center Configuration Manager (pierwotnie Microsoft Systems Management Server) – produkt firmy Microsoft używany do zdalnej instalacji oprogramowania i kontroli licencji.